# Larry Walters
Lawrence Richard Walters (Los Ángeles, Los Ángeles, California, 19 de abril de 1949-Bosque nacional de Los Ángeles, 10 de octubre de 1993), más conocido como Larry Walters, fue un camionero estadounidense que el 2 de julio de 1982 ató 42 globos meteorológicos inflados con helio a una silla de jardín y voló sobre el distrito de Long Beach, alcanzando una altura de más de 4600 m, y siendo multado posteriormente por atravesar el espacio aéreo sin autorización.
Su hazaña tuvo gran repercusión a nivel mundial y fue apodado como «Lawn Chair Larry» (‘Larry silla de jardín’).

## Biografía
Walters a menudo había soñado con volar, pero fue incapaz de convertirse en un piloto de la Fuerza Aérea de los Estados Unidos a causa de su mala vista (padecía miopía).
La primera vez que pensó en utilizar globos meteorológicos para volar fue a los trece años, después de verlos que colgaban del techo de una tienda de artículos militares. Veinte años más tarde, en junio de 1982, decidió llevar a cabo su meta. Su intención era la de colocar un par de globos llenos de helio a su silla de jardín, cortar el ancla, y luego flotar por encima del patio trasero de la casa de su novia, a una altura de unos nueve metros por varias horas. Planeó además utilizar un rifle de perdigones para reventar los globos y así poder descender.

## Preparación y puesta en marcha

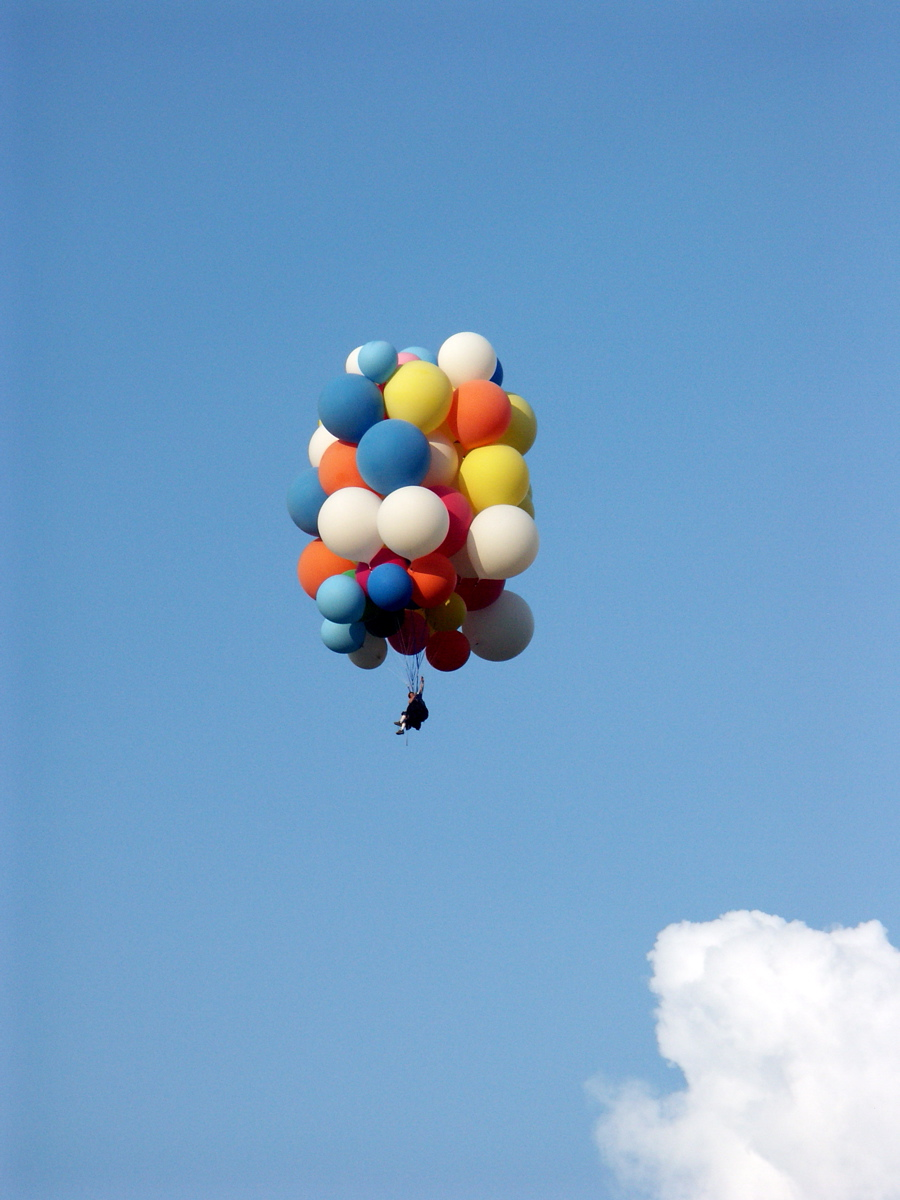
Una persona recrea la aeronave casera de Walters.

En junio de 1982, Walters (de 33 años) y su novia de ese entonces, Carol van Deusen, compraron unos 45 globos meteorológicos de ocho pies y tanques de helio. 
El 2 de julio de 1982, Walters unió los globos a su silla de jardín, los llenó con helio, se puso un paracaídas y se ató a la silla en el patio trasero de la casa de su novia en el n.º 1633 oeste de la séptima calle del distrito de San Pedro, en la ciudad de Los Ángeles.
Walters tomó su rifle de aire comprimido, una radio, bocadillos, una cerveza y una cámara fotográfica.
Cuando sus amigos cortaron la cuerda que ataba su silla a un yip que estaba estacionado, la silla se elevó rápidamente hasta una altura de unos 4600 m. En un primer momento, Walters no se atrevió a disparar a los globos, temiendo que pudiera desequilibrar la carga y causar una caída que lo llevara hacia a una muerte segura. La silla viajó lentamente sobre Long Beach y cruzó el pasillo aéreo del aeropuerto de Long Beach.
Él estaba en contacto con personas en tierra, a través de una radio de banda ciudadana, que grabó la siguiente conversación:

Entrevistador: ¿Qué información desea que le diga [al aeropuerto] en este momento en cuanto a su ubicación y su dificultad? 
 Larry: Ah, la dificultad es, ah, esto fue un lanzamiento de globos no autorizado, y, uh, sé que estoy en un espacio aéreo federal, y, uh, estoy seguro de que mi equipo de tierra ha alertado a la autoridad apropiada. Pero, eh, solo quiero llamarlos y decirles que estoy bien.

Después de 45 minutos en el aire, y de haber recorrido 16 km hacia el noreste, le disparó a varios globos. Por accidente se le cayó por la borda su escopeta de perdigones.
Descendió lentamente, hasta que los globos quedaron atrapados en una línea de baja tensión, frente al 423 este de la calle 44.ª, en el distrito de Long Beach, en la ciudad de Los Ángeles, causando un apagón de 20 minutos en ese barrio.
Walters fue capaz de pisar tierra sin ningún problema.

## Arresto y notoriedad
Walters fue detenido inmediatamente por los miembros del Departamento de Policía de Long Beach. Se informó al inspector de seguridad regional Neal Savoy, quien dijo: «Sabemos que se violó por algún lado la Ley Federal de Aviación, y tan pronto como sepamos qué parte es, se presentará algún tipo de cargo. Si tenía una licencia de piloto, tendríamos que suspendérsela. Pero no la tiene».
Walters inicialmente recibió una multa de cuatro mil dólares estadounidenses por violaciones en virtud del Reglamento Federal de Aviación de Estados Unidos, entre ellos, por operar una aeronave dentro de una zona de tránsito del aeropuerto, «sin establecer y mantener una comunicación bidireccional con la torre de control». Walters apeló y la multa se redujo a 1500 dólares.

Era algo que tenía que hacer. Tuve este sueño durante veinte años, y si no lo hubiera hecho, creo que hubiera terminado en un hospital psiquiátrico.
Larry Walters a periodistas, justo después del aterrizaje

## Últimos años
Después de su vuelo, Walters fue brevemente orador motivacional, y renunció a su trabajo como conductor de camiones. A principios de 1990 apareció en un anuncio impreso de relojes Timex, pero nunca ganó mucho dinero a costa de su fama, adquirida mayormente por realizar su viaje con su «aeronave» casera.
Años más tarde, Walters subió a la sierra de San Gabriel y realizó trabajos voluntarios para el Servicio Forestal de los Estados Unidos.
Más tarde rompió con su novia, con quien estaba desde hacía quince años, y solo pudo encontrar trabajo esporádicamente como guardia de seguridad. 
El 6 de octubre de 1993, a la edad de 44 años, Walters se suicidó pegándose un tiro en el corazón en el bosque nacional de Ángeles.